# نيلوس (الأساطير)
نيلوس (بالإنجليزية: Nilus)‏ في الأساطير اليونانية، كان أحد البوتاموي (آلهة الأنهار) الذين يمثلون إله نهر النيل نفسه.

## العائلة
كان نيلوس واحدًا من 3000 طفل من آلهة النهر من أبناء الجبابرة أوقيانوس وزوجته الشقيقة تيثيس. كان أبًا لعدة أطفال، من بينهم ممفيس (أم ليبيا من إيبافوس ملك مصر)، وكذلك ابن اسمه نيلوس أنخميميفيس (والد أنشينوي وتيليفاسا).
وأصبحت حفيدته ليبيا بدورها أمًا لبيلوس وأجينور. ثم تزوج هؤلاء الأبناء (على الأرجح) من بنات أصغر لابنه نيلوس يُدعى أنشيرو وتيليفاسا، على التوالي. قيل أن ابنة تشيوني قد ولدت من نيلوس وكاليرهو، وهو أوسيانيد. ومن بين أبنائه الآخرين: أرجيوب، أنيبي، يورورو، يوروبا وربما كاليادن، بوليكسو وثيبي.